# Дарюс Сонгайла
Дарюс Сонгайла (лит. Darius Songaila; нар. 14 лютого 1978, Капсукас (нині Маріямполе), Литовська РСР, СРСР) — литовський професійний баскетболіст. Виступав на позиції важкого форварда. В даний час працює асистентом головного тренера баскетбольного клубу «Сан-Антоніо Сперс». У складі збірної Литви ставав бронзовим призером Олімпійських ігор 2000 року, чемпіоном Європи 2003 року і бронзовим призером чемпіонату Європи 2007 року.

## Біографія
Сонгайла розпочав свою баскетбольну кар'єру в команді Lietuvos rytas Marijampolė у LKAL (Ліга другого рівня) у 1995 році.
Сонгайла приїхав в США для вступу в коледж, він чотири роки виступав за команду Уейк-Форестского університету. У 2002 році на драфті НБА він був обраний у другому раунді під загальним 50-м номером командою «Бостон Селтікс». Однак за цю команду він не зіграв жодної гри, оскільки в першому сезоні був відправлений в Європу, в московський ЦСКА. Після повернення в Америку через рік Сонгайла був обміняний в «Сакраменто Кінгз». За цей клуб він виступав з 2003 по 2005 рік, після чого як вільний агент підписав контракт з «Чикаго Буллз». Сонгайла, в основному виконує оборонні функції, протягом всієї кар'єри набирав в середньому шість очок і робив чотири підбори за гру.
Сонгайла є ключовим гравцем збірної Литви, він допоміг команді виграти чемпіонат Європи 2003 року і завоювати бронзові медалі на Олімпіаді в Афінах. У сезоні 2005/2006 за «Чикаго Буллз» він грав важливу роль як в атаці, так і в захисті. В кінці сезону він отримав важку травму щиколотки, був прооперований і пропустив всі ігри, що залишилися регулярного сезону і плей-офф.
17 липня 2006 року Сонгайла підписав п'ятирічний контракт на 23 мільйони доларів з клубом «Вашингтон Візардс». Пропустив всю першу половину свого дебютного сезону через травму, в зв'язку з якою був прооперований 2 листопада. Повернувшись до ладу став гравцем резервного складу, заміняючи основного важкого форварда «Візардс» Антуана Джеймісона.
24 червня 2009 року «Вашингтон Візардс» обміняли Сонгайла, Олексія Печерова, Етана Томаса і право вибору під 5-м номером на драфті 2009 року в клуб «Міннесота Тімбервулвз» на Майка Міллера і Ренді Фойє . 9 вересня 2009 року Сонгайла разом з Боббі Брауном був обміняний в «Нью-Орлеан Хорнетс» на захисника Антоніо Деніелс і право вибору в другому раунді драфта 2014 року.
23 вересня 2010 року Сонгайла разом з Крейгом Брекінсом був обміняний в «Філадельфія Севенті Сіксерс» на Уіллі Гріна і Джейсона Сміта .
У 2013 році підписав контракт з литовським баскетбольним клубом «Летувос Рітас». Влітку 2014 приєднався до клубу «Жальгіріс» .
7 червня 2015 року Сонгайла завершив свою кар'єру і перейшов на роботу тренером в " Жальгіріс ", відповідаючи за роботу з «великими» . Влітку 2018 приєднався до штабу «Сан-Антоніо Сперс», де буде працювати тренером з розвитку гравців . У листопаді 2020 року стало асистентом Грегга Поповича в «Сан-Антоніо» .

## Нагороди
- Командор Хреста ордена Великого князя Литовського Гядиміна (2001)
- Командор Великого хреста ордена «За заслуги перед Литвою» (2003)
- Командор Великого хреста ордена Великого князя Литовського Гядиміна (2007)